# Ivan Wallin
Ivan Emanuel Wallin (Stanton, 22 januari 1883) was een Amerikaanse bioloog die de eerste experimentele werken maakte over endosymbiotische theorie. Hij werd ook wel de "Mitochondria Man" genoemd. Wallin beweerde namelijk dat  mitochondriën, oftewel celorganellen, ooit onafhankelijke bacteriën waren, en zijn vergelijkende studies en cultuur van geïsoleerde mitochondriën geven hiervoor ondersteunend bewijsmateriaal. Vanaf 1922 publiceerde hij een reeks artikelen met de titel "Over de aard van mitochondriën" in het American Journal of Anatomy, die de experimentele basis van zijn beweringen vormden. Hij was de eerste persoon die postuleerde dat eukaryote organellen afkomstig zijn van bacteriën en dat symbiose een cruciale factor is bij de vorming van nieuwe soorten.
Wallin was hoogleraar anatomie aan de University of Colorado Medical School. Door zijn voorkeur voor uitsluitend praktische demonstratie in plaats van lezingen, zijn frequente feesten voor studenten en een jaarlijks glögg- kerstfeest, stond Wallin bekend om zijn excentrieke academische aanpak en leven.

## Biografie
Wallin werd geboren uit Zweedse immigrantenouders, Claes Henvich (Henry) (Svensson) Wallin en Emma Augusta Maria (Johnsdotter) Johnson, in een kleine boerengemeenschap in Stanton, Ohio. Zijn vroege educatie en opleiding volgde hij aan Augustana College, Illinois en Princeton University. In 1905 behaalde hij een bachelor diploma aan de Universiteit van Iowa. Vervolgens behaalde hij in 1908 zijn masterdiploma aan de Universiteit van Nebraska, en in 1915 zijn doctoraat (DSc) in anatomie aan de New York University . In zijn proefschrift deed hij onderzoek naar de weefselontwikkeling, differentiatie en morfologie van de lamprei Ammocoete vis. Vanaf 1918 was hij hoogleraar anatomie aan de University of Colorado Medical School.

## Oorsprong van mitochondriën
Wallin was de eerste die op experimentele wijze de oorsprong van mitochondriën onderzocht, met name in relatie tot hun overeenkomsten met bepaalde bacteriën. Zijn eerste artikel in 1922 beschreef de kleuringstechnieken voor bacteriële cellen. Tijdens dit proces ontdekte hij dat de technieken even goed werkten voor het kleuren van mitochondriën, en hij concludeerde dat bacteriën en mitochondriën een vergelijkbare chemische samenstelling hebben. Het volgende paper dat hij schreef (in hetzelfde jaar en hetzelfde tijdschrift) versterkte zijn aannames verder. Bovendien observeerde hij in zijn studie van blauwgroene algen dat chloroplasten "bacteriën of bacterie-achtige organismen zijn die het gemak van een symbiotisch partnerschap in de strijd om het bestaan accepteerden". Hij concludeerde dat:
Op basis van het bewijsmateriaal dat in deze studies is vastgelegd, en samen met het bewijsmateriaal dat in de mitochondriale literatuur kan worden gevonden, kan de auteur tot geen andere conclusie komen dan dat mitochondriën symbiotische bacteriën zijn in het cytoplasma van de cellen van alle hogere organismen wiens symbiotische bestaanswijze aan het begin van de fylogenetische evolutie begon. De in deze conclusie belichaamde opvatting veronderstelt dat het ontstaan van nieuwe symbiotische samenstellingen samengaat met de ontwikkeling van nieuwe soorten.
Wallin wist al langer dat hij mitochondriën geïsoleerd uit de cel moest kweken in een onafhankelijke omgeving. Immers, één van zijn eerdere experimenten, waarin hij weefselmonsters van cavia's, honden en menselijk bloed had gebruikt, was uitgelopen op een mislukking. In 1924 slaagde hij er echter in om een mitochondriale kweek met lever van foetale en pasgeboren konijnen te verkrijgen. In hetzelfde jaar rapporteerde hij zijn bevindingen, en merkte hij op dat "mitochondriën in werkelijkheid bacteriële organismen zijn, symbiotisch gecombineerd met de weefsels van hogere organismen."
Ook in de daaropvolgende jaren bleef Wallin erg productief, en publiceerde hij veel artikelen. In 1925 volgden negen artikelen in de reeks getiteld "Over de aard van mitochondriën". Hij gaf een volledige beschrijving van zijn experimenten en theorieën over mitochondriën in zijn boek Symbionticism and the Origin of Species uit 1927. Hoewel hij beweerde dat zijn experimenten met de grootste zorg waren uitgevoerd, verwierpen critici ze op grond van mogelijke besmetting, en Wallin en zijn werken werden grotendeels vergeten, totdat Lynn Margulis in 1967 met behulp van betere bewijzen een meer volledige endosymbiotische theorie introduceerde.

## Privéleven
Wallin trouwde met Eva Louise Shepard.
Wallin stond bekend om zijn excentrieke gedrag. Hij weigerde lezingen te geven, en gebruikte in plaats daarvan praktische demonstraties. Daarnaast organiseerde hij regelmatig feesten voor zijn studenten, die hem in ruil daarvoor hielpen bij het bouwen van een hut in North St. Vrain Canyon, 32 kilometer ten noorden van Boulder . De feesten werden ook wel "Club Wallin" genoemd, waar spellen gepaard gingen met veel drank. Wallin's opmerkelijke gewoonte was het houden van een jaarlijks glögg-kerstfeest. Op het feest werden de gasten getrakteerd op Zweedse lekkernijen zoals sillsallad (salade van ingelegde haring), lutefisk (gedroogde kabeljauw) en glühwein.
- Virtual International Authority File: 118342351